# Le Chenit
Le Chenit is een gemeente in het Zwitserse kanton Vaud en maakt sinds 1 januari 2008 deel uit van het district Jura-Nord vaudois. Voor 2008 maakte de gemeente deel uit van het toenmalige district La Vallée.
Le Chenit telt 4083 inwoners. Hoofdplaats is Le Sentier.